# Альбрехт II (герцог Баварии)
А́льбрехт II или Альбе́рт II (нем. Albrecht II.; 1368, Баварско-Штраубингское герцогство — 21 января 1397, Кельхайм, Нижняя Бавария) — соправитель своего отца Альбрехта I в графствах Голландии, Геннегау и Зеландии из династии Виттельсбахов. Кроме того, он управлял с 1389 по 1397 годы баварской частью Баварско-Штраубингского герцогства. Матерью Альбрехта II была Маргарита Бжегская, правнучка короля Чехии и Польши Вацлава II.

## Биография

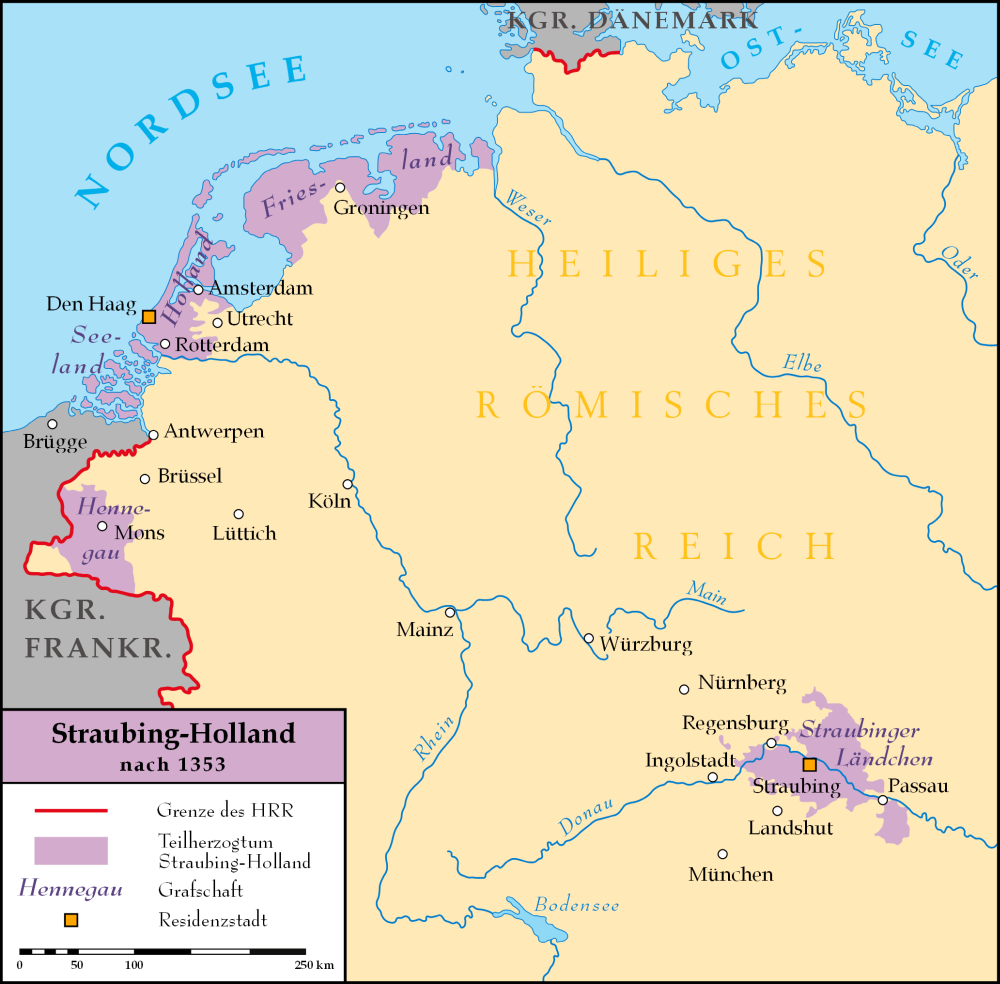
Карта Штраубинг-Голландии в 1353

Альбрехт II проводил большую часть своего времени в Штраубинге, организовал турниры, приказал построить дороги и церковь. Он не вмешивался во внутренний конфликт своих двоюродных братьев, трёх сыновей своего дяди герцога Баварии Стефана II, но поддерживал их в войне против Швабского союза городов и архиепископа Зальцбурга.
Альбрехт посетил несколько раз Нидерланды и воевал в 1396 году против фризов вместе с отцом и старшим братом Вильгельмом II.
Альбрехт умер после возвращения из путешествия в Кельхайм.